# Седиментаційна стійкість
Седиментаційна стійкість (стабільність) (рос. седиментационная стойкость (стабильность), англ. sedimentation [settling] stability; нім. Sedimentationsstabilität) — властивість суспензії зберігати вертикальну однорідність за густиною без випадання твердих частинок на дно труби або резервуара при транспортуванні (динамічна седиментаційна стійкість) або зберіганні (статична седиментаційна стійкість).

## Приклади

### Седиментаційна стійкістьвисококонцентрованої водовугільної суспензії
Основними факторами, які визначають С.с. є концентрація ВВВС, дисперсність і властивості твердої фази, тип пластифікуючої домішки, параметри та режими роботи гідротранспортної системи. У залежності від призначення ВВП С.с. може бути від кількох (промислові гідротранспортні системи, котли побутової та промислової сфери) до десятків діб (магістральні гідротранспортні системи, енергетичні котли потужних електростанцій). Інколи поряд з С.с. ВВС характеризують стійкістю агрегативною.

### Седиментаційна стійкістьбурового розчину
Седиментаційна стійкість характеризується двома показниками: добовим відстоєм і стабільністю.
Добовий відстій — це об'єм дисперсійного середовища, який виділився за одну добу спокою із 100 см3 промивальної рідини, налитої у мірний циліндр.
Стабільність — це різниця густин промивальної рідини, що знаходиться у нижній і верхній половині спеціального циліндра (ЦС-1), після 1 доби спокою. В якісних промивальних рідинах добовий відстій дорівнює нулю, а показник стабільності не перевищує (20 - 30) кг/м3.